# Гореня Пирошиця
Гореня Пирошиця (словен. Gorenja Pirošica) — поселення в общині Брежиці, Споднєпосавський регіон, Словенія. Висота над рівнем моря: 162,4 м.